# Aimé Cassayet-Armagnac
Laurent Aimé Cassayet-Armagnac (9. april 1893 - 26. maj 1927) var en fransk rugbyspiller som deltog i OL 1924 i Paris.
Cassayet-Armagnac vandt en sølvmedalje i rugby under OL 1924 i Paris. Han var med på det franske rugbyhold som kom på en andenplads i rugbyturneringen.